# プレシオプラテカルプス
プレシオプラテカルプス（学名: Plesioplatecarpus）は、プリオプラテカルプス亜科に属する絶滅したモササウルス科の属。後期白亜紀の中期セノマニアンから中期サントニアンにあたる、北アメリカのメキシコ湾と Western Interior Basin から産出している。

## 歴史

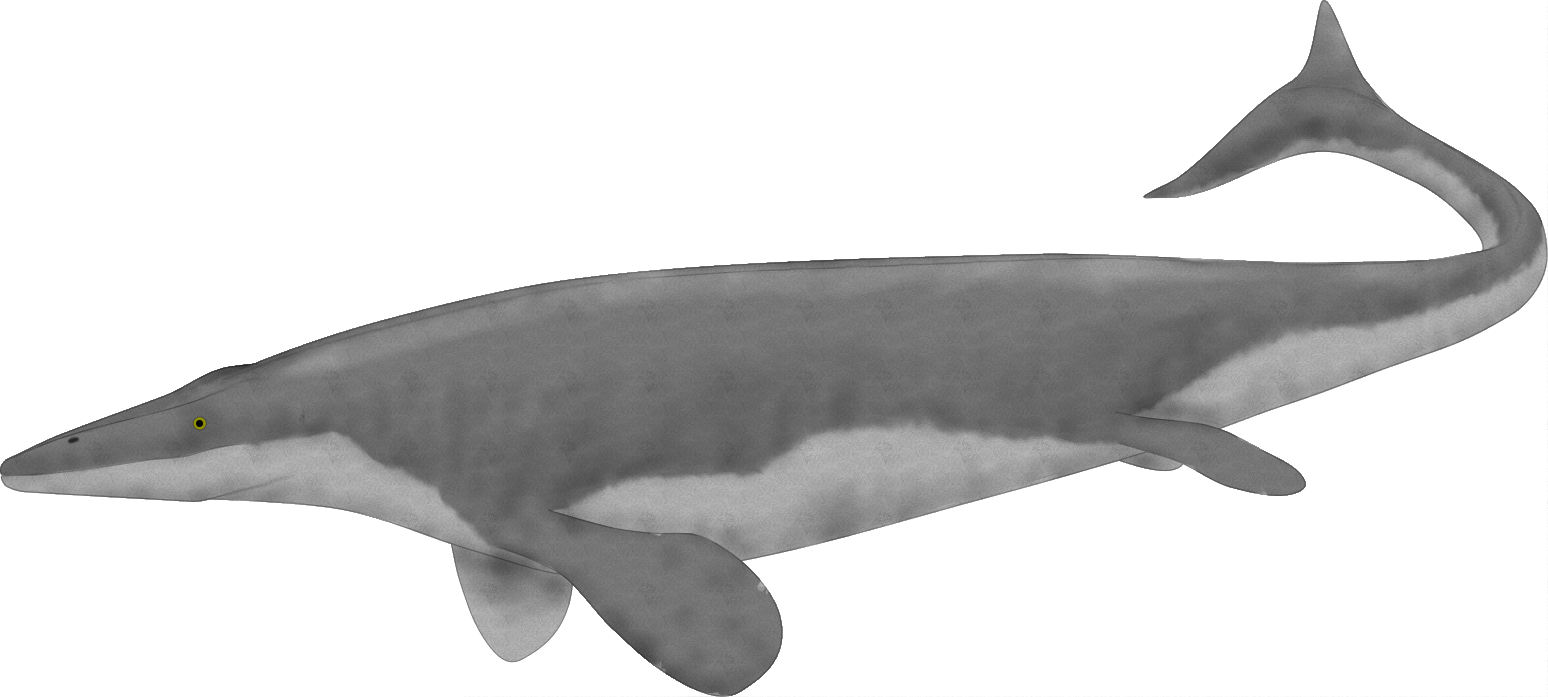
生態復元図

プレシオプラテカルプスは元々1874年にエドワード・ドリンカー・コープがクリダステスの種 (Clidastes planifrons) として命名し、後にプラテカルプスに再分類された。系統解析によりこの標本はプラテカルプスとは別個の属であることが判明し、小西卓哉と Michael W. Caldwell が2011年にプレシオプラテカルプス属を確立した。ホロタイプ標本 AMNH 1491 はほぼ完全な骨格であり、他に Platecarpus planifrons に割り当てられた標本には FHSM VP2116 と 2296、UALVP 24240 と40402、YPM 40508 がある。